# Dia Mundial da Criatividade e Inovação
O Dia Mundial da Criatividade e Inovação (em inglês: World Creativity and Innovation Day) é um dia global das Nações Unidas comemorado em 21 de abril para conscientizar sobre a importância da criatividade e da inovação na solução de problemas no que diz respeito ao avanço das metas de desenvolvimento sustentável das Nações Unidas, também conhecidas como "metas globais". O dia foi criado com a resolução 71/284 da ONU, com o apoio de 80 países. O primeiro Dia Mundial da Criatividade e Inovação foi comemorado em 21 de abril de 2018.
O objetivo do dia é incentivar o pensamento multidisciplinar criativo nos níveis individual e de grupo que, de acordo com um relatório especial sobre economia criativa da UNESCO, PNUD e UNOSSC, "se tornou a verdadeira riqueza das nações no século XXI".